# Bois de Charley
Le Bois de Charley est un site naturel protégé, classé ZNIEFF de type I et Natura 2000 sur le flanc Sud-Ouest de la Grande Montagne de Virieu, sur les communes de Virieu-le-Grand, Pugieu, Cheignieu-la-Balme et Rossillon dans le département de l'Ain.

## Statut
Le site est classé zone naturelle d'intérêt écologique, faunistique et floristique de type I sous le numéro régional no 01200002.

## Description
Le Bois de Charley est situé sur le versant sud et sud-est de la Grande Montagne de Virieu dans le massif du Bugey.

## Faune
- Une trentaine de couples de Martinets à ventre blanc nichent dans les falaises.
- Le Faucon pèlerin, le Circaète Jean-le-Blanc et la Bondrée apivore sont aussi présents[1].